# 施泰因豪斯
施泰因豪斯是奥地利上奥地利州韦尔斯兰县的一个市镇。总面积25平方公里，总人口1825人，人口密度73.0人/平方公里（2005年）。